# Les Saboteurs
Pour plus de détails, voir Fiche technique et Distribution.
Les Saboteurs (Secret Command) est un film d'espionnage américain en noir et blanc réalisé par A. Edward Sutherland, sorti en 1944. 
Le film fut nommé pour l'Oscar des meilleurs effets visuels.

## Synopsis
Sam Gallagher décroche un emploi dans un chantier naval pendant la Seconde Guerre mondiale avec l'aide réticente de son frère Jeff. À l'insu de Jeff, Sam est en fait un agent de renseignement infiltré à la recherche de saboteurs parmi les travailleurs.

## Fiche technique
- Titre français : Les Saboteurs
- Titre original : Secret Command
- Réalisation : A. Edward Sutherland
- Scénario : Roy Chanslor, John et Ward Hawkins
- Photographie : Franz Planer
- Musique : Paul Sawtell
- Société de production : Torneen Productions
- Société de distribution : Columbia Pictures
- Pays de production :  États-Unis
- Langue originale : anglais américain
- Format : noir et blanc — 1,37:1 — son : mono
- Genre : espionnage, guerre
- Durée : 82 min
- Dates de sortie :
  - États-Unis : 30 juillet 1944
  - France : 28 juillet 1947

## Distribution
- Pat O'Brien : Sam Gallagher
- Carole Landis : Jill McGann
- Chester Morris : Jeff Gallagher
- Ruth Warrick : Lea Damaron
- Barton MacLane : Red Kelly
- Tom Tully : Colonel Hugo Von Braun
- Wallace Ford : Miller
- Howard Freeman : Max Lessing
- Frank Sully : Shawn
- Frank Fenton : Simms
- Charles D. Brown : James Thane
- Richard Lyon : Paul